# Andreas Bönigk
Andreas Bönigk (ur. 30 listopada 1870 w Braniewie, zm. 12 lutego 1958 w Berlinie) – niemiecki duchowny katolicki, prałat, w latach 1922–1934 dyrektor duchowny sióstr św. Katarzyny w Braniewie, promotor procesu beatyfikacyjnego Reginy Protmann, założyciel i wydawca pisma „St. Katharina-Gruß”.

## Życiorys

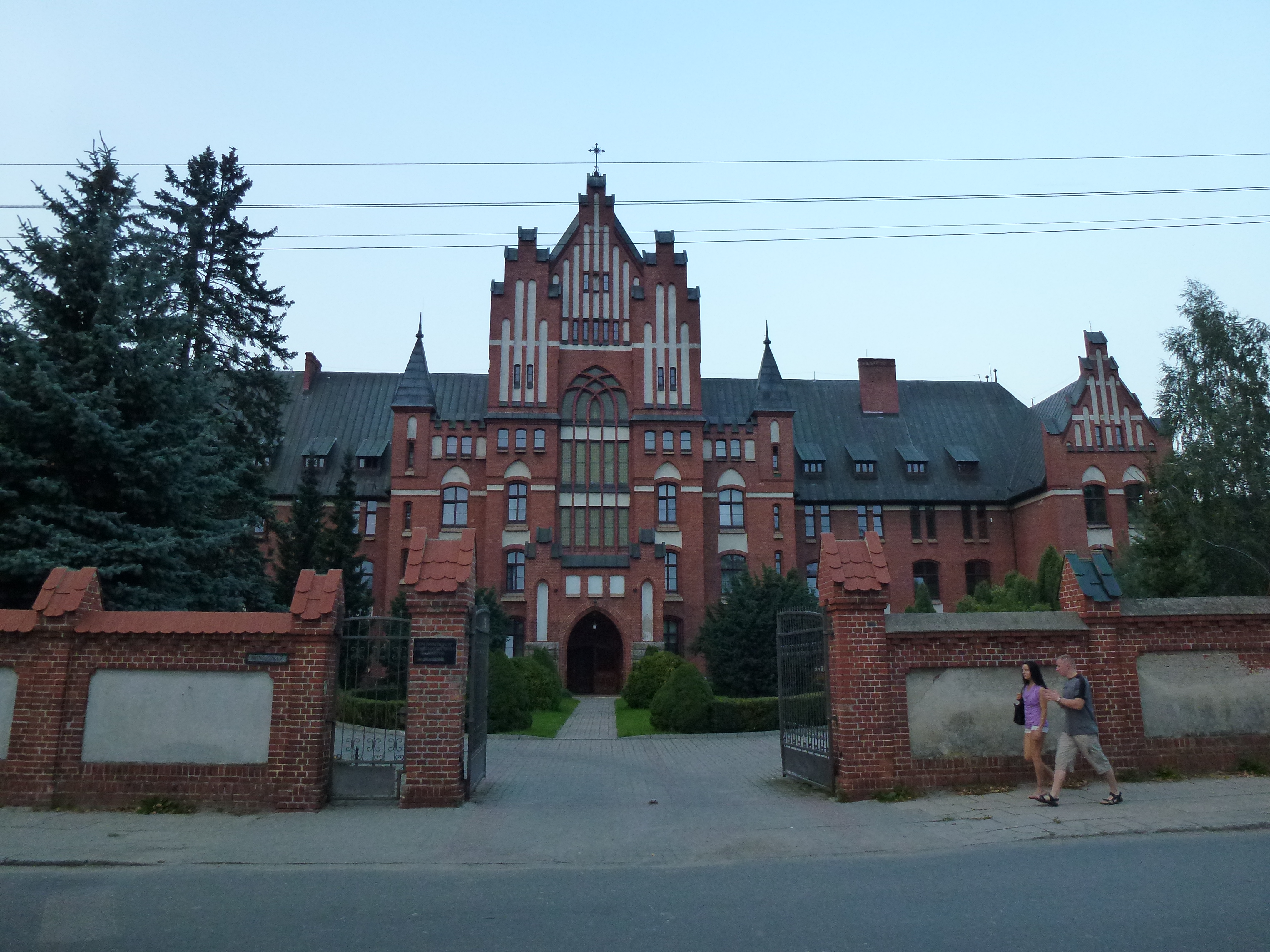
Dom generalny sióstr katarzynek w Braniewie, którego dyrektorem duchownym (1922–1934) był ks. Bönigk

Andreas Bönigk urodził się w 1870 roku Braniewie w rodzinie lekarza Josepha. W 1889 ukończył gimnazjum w Braniewie i uzyskał maturę. Następnie 2 semestry studiował we Wrocławiu, a od 1890 kontynuował studia teologiczne w seminarium duchownym w Braniewie. Święcenia kapłańskie uzyskał 30 kwietnia 1893 roku. Jako neoprezbiter został skierowany do parafii Żegotach w powiecie lidzbarskim, gdzie posługiwał przez rok (1893–1894). Od 3 listopada 1894 był wikariuszem w Lidzbarku Warmińskim. 20 października 1901 został mianowany dyrektorem klasztoru w Stoczku Warmińskim. W 1903 zakupił do tego klasztoru organy. W 1919 został proboszczem parafii w Długoborze. 1 lipca 1922 został mianowany dyrektorem duchownym domu generalnego zgromadzenia sióstr katarzynek w Braniewie. W Braniewie mieszkał do 1945 przy Breite Straße 10 (współcześnie pl. Strażacki).
Zajmował się poszukiwaniem i kompletowaniem dowodów historycznych potrzebnych do wszczęcia procesu beatyfikacyjnego założycielki zgromadzenia Reginy Protmann. W 1927 roku opublikował biografię matki Reginy oraz modlitwę w intencji beatyfikacji umieszczoną na obrazkach z jej wizerunkiem. Także zaangażował się w poszukiwania doczesnych szczątków kandydatki na ołtarze, które w 1809 roku zostały przeniesione z likwidowanego kościoła księży Franciszkanów do kościoła św. Katarzyny w Braniewie (ten drugi grób oddało się zidentyfikować w 1929 roku, jednak prace przygotowawcze do procesu beatyfikacyjnego przerwał wybuch drugiej wojny światowej).
Ponadto ks. Bönigk był wydawcą założonego w 1928 roku biuletynu informacyjnego sióstr katarzynek „St. Katharina-Gruß”. Przez to miał dużą siłę oddziaływania na zakon, gdyż biuletyn ten, ukazujący się 2 razy w roku, był kolportowany do sióstr katarzynek na całym świecie (docierał nawet do Brazylii). Doprowadzało to do pewnych napięć. Jednak miara się przebrała, gdy ks. Bönigk naniósł samowolnie, bez uzgodnień z władzami zgromadzenia, znaczne zmiany w projekcie treści nowej Reguły Zgromadzenia (Regułę napisaną jeszcze przez samą założycielkę Reginę Protmann trzeba było dostosować do prawa kościelnego), utrzymując, iż tej ingerencji żądała Stolica Apostolska. Czynem tym mocno przekroczył swoje kompetencje, dalsza współpraca z zakonem stała się niemożliwa. Poczynionych poprawek nie można jednak było cofnąć, gdyż nowa Reguła została już zatwierdzona przez papieża. 1 czerwca 1934 roku ks. Bönigk przeszedł na emeryturę, jego następcą na tym stanowisku został przybyły z Recklinghausen w rejencji Münster, ks. Otto Schlüsener.
W czasach rządów niemieckiej partii narodowosocjalistycznej ks. Bönigk był, podobnie jak inni duchowni z parafii św. Katarzyny, prześladowany przez władze. Wiosną 1941 roku sąd specjalny w Braniewie skazał go na rok więzienia za wrogość do partii hitlerowskiej. Ks. Bönigk publicznie nazwał Hitlera świnią, gdy komentował fakt zamordowania przez żołnierzy niemieckich kanoników kapituły w Pelplinie. Donieść mieli na niego dwaj gestapowcy z kliniki ortopedycznej we Fromborku (ks. Kather przepuszczał, iż kapuś znajdował się w samym zakonie).
Od 1 lutego 1945 rozpoczęły się bombardowania i ostrzał artyleryjski Braniewa przez Armię Czerwoną. Po kolejnych zmasowanych bombardowaniach ks. Bönigk 24 lutego opuszcza Braniewo wraz z ostatnią grupą sióstr katarzynek jedyną możliwą drogą ucieczki przez Zalew Wiślany. W swoich bagażach oprócz najpotrzebniejszych rzeczy zabrał także relikwie założycielki zakonu Reginy Protmann, które następnie zostały ukryte w pobliskiej wsi Mamonowo.
Po wojnie ks. Bönigk zamieszkał w Szpitalu św. Gertrudy w Berlinie-Wilmersdorf przy Paretzer Straße 11/12. Tam zmarł 12 lutego 1958 roku.